# Busov (góry)

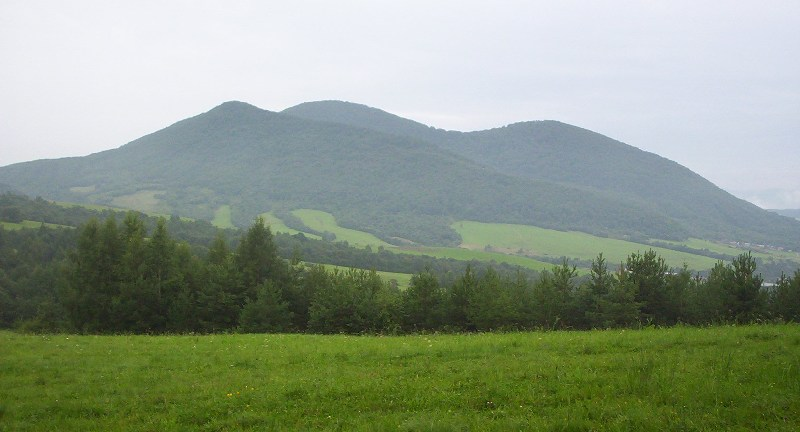
Masyw Busova (1002 m n.p.m.)

Busov – niewielkie pasmo górskie w południowej części Beskidu Niskiego. Leży tuż na południe od granicy polsko-słowackiej, w powiecie bardejovskim kraju preszowskiego.
Busov rozciąga się równolegle do głównego granicznego grzbietu Karpat, na odcinku od Przełęczy Beskid pod Czerteżem na zachodzie do doliny górnej Ondavy na wschodzie. Pasmo ciągnie się z zachodu na wschód łukiem wybrzuszonym na południe. Na północy niewielkie obniżenie dzieli je od głównego grzbietu granicznego, a na południu stoki Busova łagodnie opadają do Pogórza Ondawskiego. Całe pasmo należy do dorzecza Topľi, której dopływy rozcinają je na poszczególne masywy, tylko wschodni skraj pasma odwadniają dopływy Ondavy. Najwyższe szczyty pasma to (od zachodu): Sivá skala (837 m n.p.m.), Busov (1002 m n.p.m.), Magura i Smilniansky vrch (750 m n.p.m.).
Mimo dobrych warunków do uprawiania turystyki Busov jest mało uczęszczany przez turystów. Najwyższe szczyty są chronione w rezerwatach. Wschodnią część pasma przecina droga nr 545 z przejścia granicznego Konieczna-Becherov do Zborova.